# 能仁寺摩崖造像
能仁寺摩崖造像位於四川省仁壽縣，文物遺址年代判定為唐代至宋代。2007年6月1日公佈為四川省第七批文物保護單位。2013年3月5日列為第七批全國重點文物保護單位。